# Phaius indochinensis
Phaius indochinensis är en orkidéart som beskrevs av Gunnar Seidenfaden och Paul Ormerod. Phaius indochinensis ingår i släktet Phaius och familjen orkidéer. Inga underarter finns listade i Catalogue of Life.